# Drottning Margareta (film)
Drottning Margareta, dansk originaltitel: Margrete den Første, är en dansk historisk dramafilm från 2021 skriven och regisserad av Charlotte Sieling. Filmen är en påhittad berättelse om bedragaren "Falske Olof" som år 1402 påstod sig vara den avlidne kung Olof av Danmark och Norge, son till Drottning Margareta.
Drottning Margareta hade en budget på 64,5 miljoner danska kronor och blev en av de största filmproduktionerna i dansk filmhistoria. Den hade svensk biopremiär den 3 december 2021.

## Handling
Filmen utspelar sig under en månadsperiod och handlar om drottning Margareta, som 1402 försöker få sin adoptivson, Erik av Pommern, gift med  Filippa av England, för att ingå en stark allians som kan säkra Kalmarunionen. När en man dyker upp och hävdar att han är hennes avlidne son Olof, som begravdes 15 år tidigare, sås tvivel om vem som faktiskt har rätt till tronen. Historikern Erik Petersson avfärdar filmens uppgift om att Margareta med avsikt brände sin egen son på bål.

## Rollista
- Trine Dyrholm – Drottning Margareta
- Søren Malling – Peder Jensen Lodehat
- Jakob Oftebro – Mannen från Graudenz
- Morten Hee Andersen – Erik av Pommern
- Thomas Waern Gabrielsson – Jens Due
- Magnus Krepper – Johan Sparre
- Bjørn Floberg – Asle Jonsson
- Paul Blackthorne – William Bourcier
- Agnes Westerlund Rase – Astrid
- Simon J. Berger – Jakob Nilsson
- Linus James Nilsson – Roar
- Richard Sammel – Raberlin
- Annika Hallin – Malin
- Halldóra Geirharðsdóttir – Hildur
- Diana Martinová – Filippa av England